# Синеухий лорикет
Синеухий лорикет (лат. Saudareos iris) — птица отряда попугаеобразных.

## Внешний вид
Длина попугая 20 см. Окраска оперения зелёная, снизу желтоватая. У самца красный лоб, жёлтый затылок, от глаза между затылком и щекой проходит фиолетовая полоса. Самка похожа на самца с красным пятном на лбу и желтовато-зелёными щеками.

## Распространение
Эндемик Индонезии. Обитает на островах Тимор и Ветар (Малые Зондские острова, Малайский архипелаг).

## Образ жизни
Населяют леса и лесистые местности до высоты 1500 м над уровнем моря. Обычно живут небольшими стаями.

## Угрозы и защита
Из-за продолжающегося сокращения естественной среды обитания, ограниченного ареала и незаконного отлова находится под угрозой исчезновения, внесён в Красный список угрожаемых видов.

## Подвиды
Вид включает в себя 2 подвида.
- Saudareos iris iris (Temminck, 1835)
- Saudareos iris wetterensis (Hellmayr, 1912)